# Ventrilo

Schermata principale

Ventrilo è un popolare software proprietario di VoIP per Microsoft Windows.

## Uso
Gli utenti installano ed avviano Ventrilo per connettersi ad un server. Esiste una versione freeware per Microsoft Windows. È attualmente disponibile inoltre un prototipo per macOS e si prevede in futuro un supporto per le piattaforme Linux. Il server è disponibile per Windows, Linux, Mac, NetBSD, Solaris e FreeBSD.
La qualità di ricezione è pari a quella di un telefono normale, però dipende dal codec usato.
Ventrilo è spesso usato per parlare e chattare mentre si gioca in multiplayer. I giocatori possono scambiarsi le varie informazioni tramite il programma. Ventrilo è famoso per l'utilizzo abbinato a giochi MMORPG e di strategia in tempo reale.

## Licenza e versione del programma
Ventrilo è attualmente alla versione 3.0.5. Dalla versione 2.1.2, la società proprietaria del software, Flagship Industries, ha cambiato la licenza del server, limitando ad 8 connessioni ad esso nella versione freeware.

## Citazioni
Il software Ventrilo è nominato in una delle canzoni del DJ svedese Basshunter, più precisamente in Vi sitter i Ventrilo och spelar DotA, detta anche solamente Dota.